# Vicente Guerrero, San Luis Potosí
Vicente Guerrero är en ort i Mexiko.   Den ligger i kommunen Salinas och delstaten San Luis Potosí, i den centrala delen av landet, 500 km nordväst om huvudstaden Mexico City. Vicente Guerrero ligger 2 095 meter över havet och antalet invånare är 217.
Terrängen runt Vicente Guerrero är lite kuperad, och sluttar österut. Runt Vicente Guerrero är det glesbefolkat, med 13 invånare per kvadratkilometer. Närmaste större samhälle är Salinas de Hidalgo, 10,8 km söder om Vicente Guerrero. Omgivningarna runt Vicente Guerrero är i huvudsak ett öppet busklandskap.